# Johannes Klass

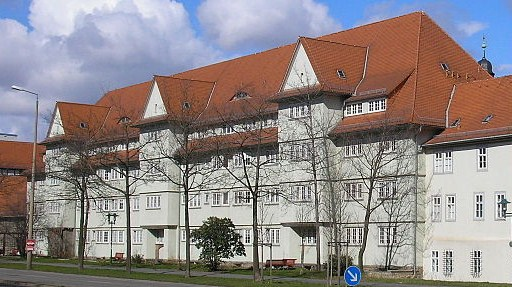
Seniorenheim in Erfurt

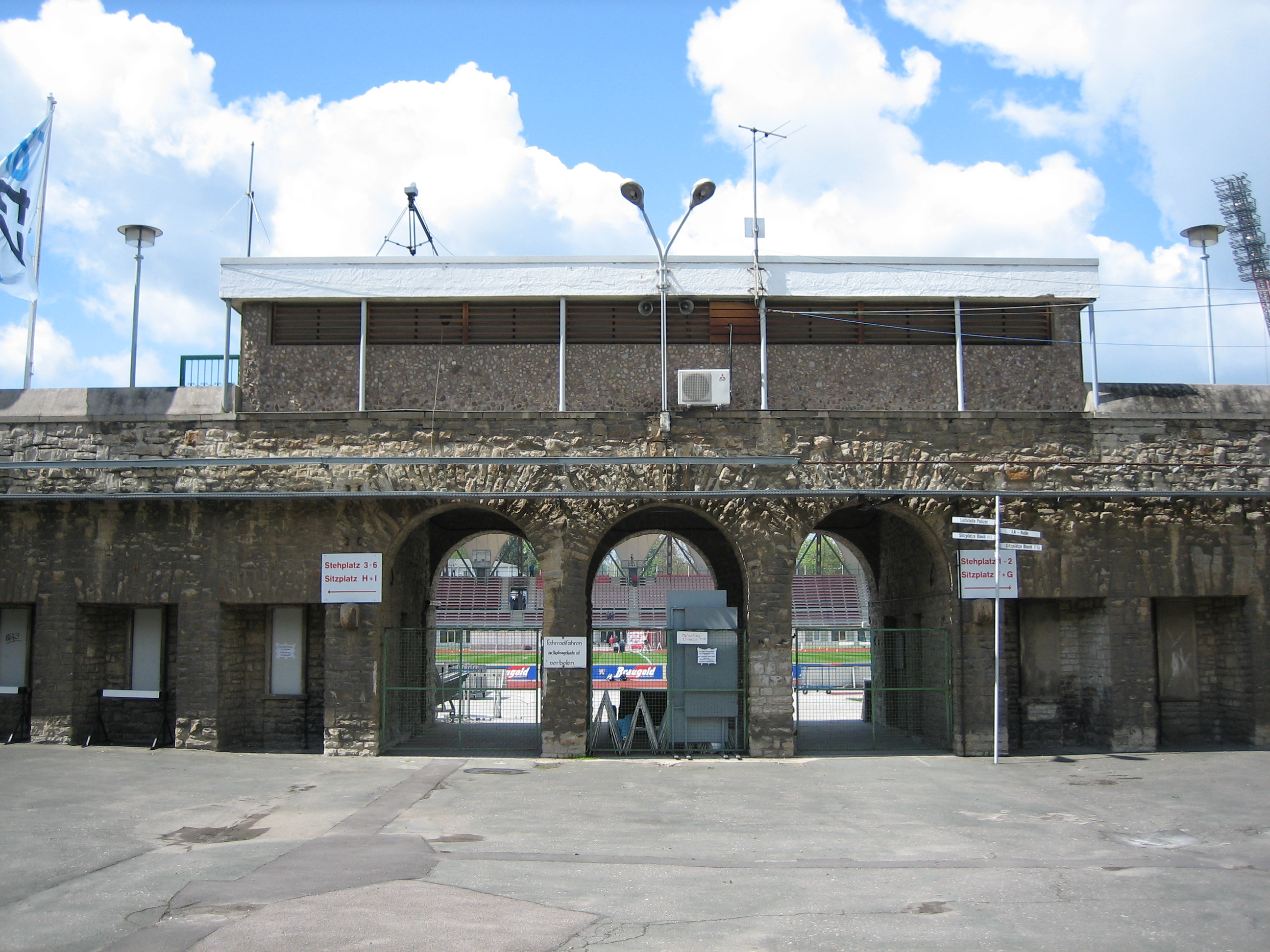
Marathontor der Mitteldeutschen Kampfbahn, abgebrochen 2015

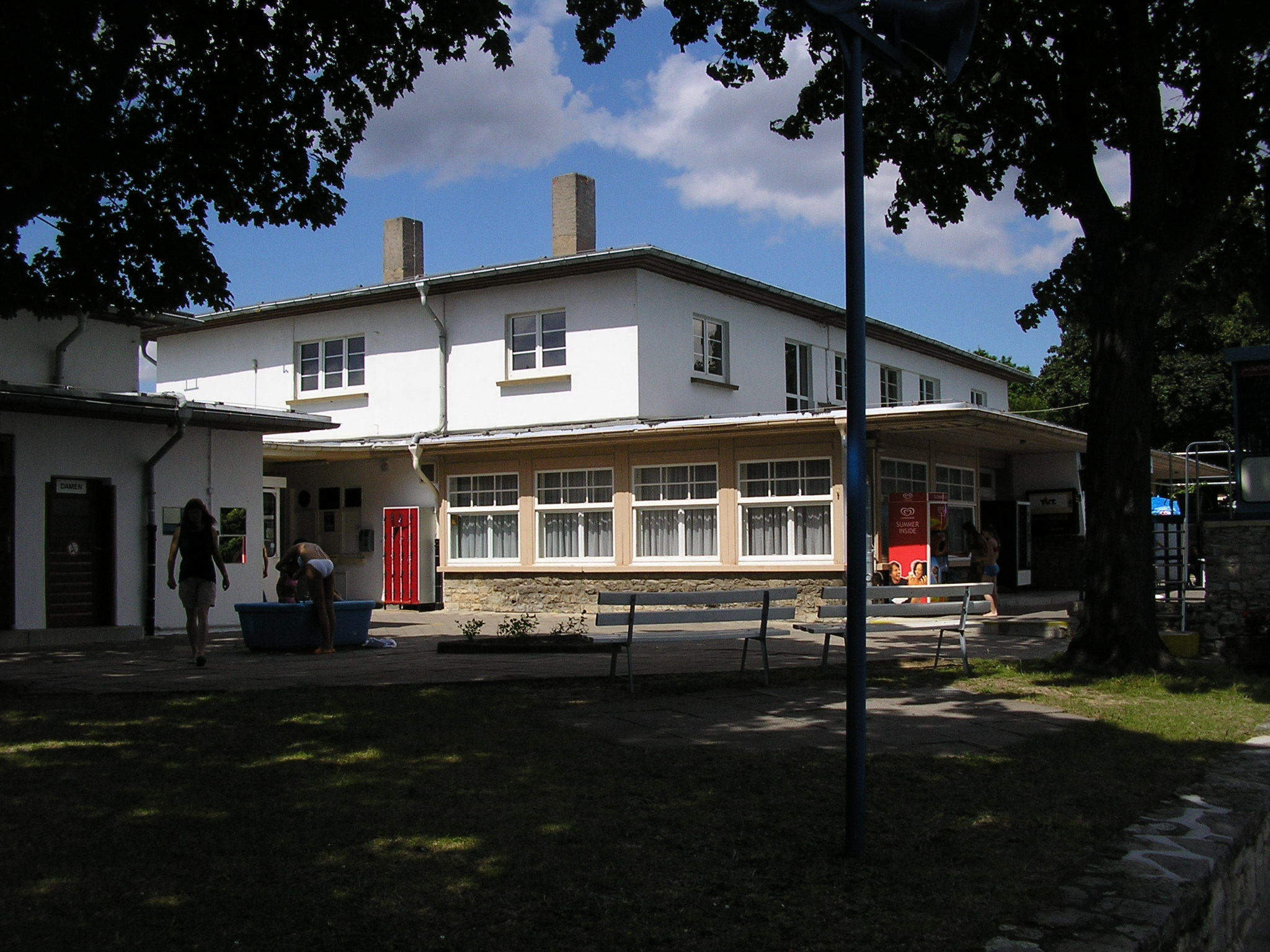
Nordbad, abgebrochen 2008

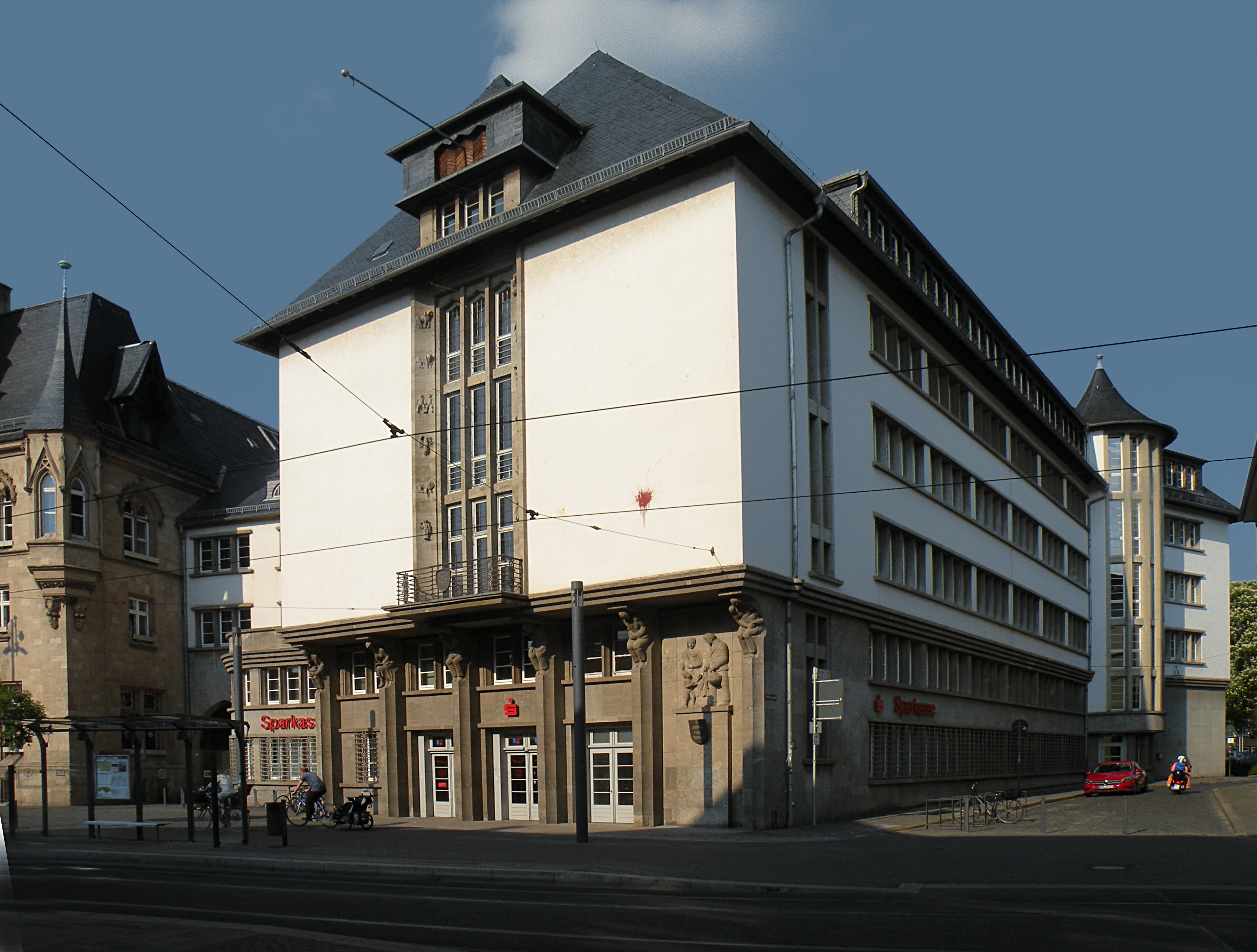
Sparkasse am Fischmarkt

Johannes Klass (auch Klaß) (* 1879 in Reutlingen; † 1936 in Erfurt) war ein deutscher Architekt und Baubeamter.

## Leben
Johannes Klass studierte Architektur an der Technischen Hochschule Stuttgart bei Theodor Fischer, der ihn den Philosophen-Architekten nannte, und dessen damaligem Assistenten Paul Bonatz.
Klass hatte zunächst ein Architekturbüro in Stuttgart. 1913 trat er in den Dienst der Stadt Erfurt ein. Als städtischer Oberbaurat und Leiter des Hochbauamtes gestaltete er unter Stadtbaurat Ludwig Boegl in den Jahren bis zu seinem frühen Tod das Baugeschehen in Erfurt wesentlich mit. Dabei strebte er an, seine innerstädtischen Bauten behutsam in den jeweiligen städtischen Kontext einzufügen und sie dennoch durch moderne und originelle Detailgestaltung als zeitgenössisch erscheinen zu lassen.
Zudem beteiligte Klass sich erfolgreich an Architekturwettbewerben, wobei er mit seinem expressionistischen Entwurf für ein Hochhaus in Berlin an der Friedrichstraße im Jahr 1922 internationale Aufmerksamkeit erlangte. Für den Entwurf war zunächst der dritte Preis vorgesehen, jedoch wurde Klass' Entwurf von der Bewertung ausgeschlossen, da er als Baubeamter bereits 1913 aus dem Bund Deutscher Architekten (BDA) ausgeschieden war. Eine Mitgliedschaft war jedoch eine Voraussetzung der Wettbewerbsausschreibung.
Danach kehrte Klass wieder zum traditionsgebundenen und bisweilen monumentalen Stil der Stuttgarter Schule zurück. Er sah sich vor allem als Künstler, was auch in seinen Gedichten zum Ausdruck kam, und war dabei nicht frei von einem gewissen Pathos.
Nach Johannes Klass ist die Johannes-Klaß-Straße in der Ringelberg-Siedlung in Erfurt benannt.

## Bauten (Auswahl)
- Geschäftshaus Rote Straße, Stuttgart (ca. 1914)
- Schulhaus Neckartenzlingen
- Haus Houwald, Stuttgart-Degerloch
- Hauptfriedhof Binderslebener Straße, Erfurt (1914)
- Wohnanlage Moritzhof, Moritzstraße / Webergasse, Erfurt, (1921–22)
- Herderschule Erfurt (1922)
- Straßendurchbruch Lauentor an der Marinsbastion des Petersberges, Erfurt (1923–24)
- ehem. Großes Hospital, Juri-Gagarin-Ring 140, Erfurt, heute Seniorenheim (1925)
- Flughafen Erfurt am Roten Berg (1925–27)
- Mitteldeutsche Kampfbahn, heute Steigerwaldstadion, Erfurt (mit Ludwig Boegl) (1927–31)[2]
- Kommunalbank Anger 32, Erfurt, heute Sparkasse (1928)
- Nordbad Erfurt (1928)
- Chirurgische Klinik des Städtischen Krankenhauses, Nordhäuser Straße, Erfurt (1926–28)
- Mitteldeutsches Landesarbeitsamt, Arnstädter Straße, Erfurt (1929–30)
- OLEX-Tankstelle, Arnstädter Straße (1930)[3]
- Lessingschule Erfurt
- Erweiterung des Rathauses mit der Sparkasse am Fischmarkt, Erfurt (1934–35)

## Entwürfe
- 1905: Wettbewerbsentwurf für ein Bankgebäude der Hessischen Landeshypothekenbank in Darmstadt (gemeinsam mit Architekt W. Mack, 2. Preis)
- 1910: Wettbewerbsentwurf für ein Verwaltungsgebäude der Generaldirektion der Königlich Württembergischen Staats-Eisenbahnen in Stuttgart (gemeinsam mit Architekt W. Mack, angekauft)
- 1910/1911: Wettbewerbsentwurf für das Rathaus in Oberhausen (gemeinsam mit Architekt W. Mack, angekauft)
- 1913: Wettbewerbsentwurf für den Hauptfriedhof auf dem Steinhaldenfeld in Stuttgart-Bad Cannstatt (gemeinsam mit Architekt W. Mack, einer von zwei 3. Preisen)
- 1921/1922: Wettbewerbsentwurf für ein Hochhaus am Bahnhof Friedrichstraße in Berlin
- 1922: Einsegnungshalle für den Erfurter Hauptfriedhof
- 1925/1926: Wettbewerbsentwurf für die Stadthalle in Weimar
- 1935: Krematorium in Erfurt
- o. J.: Museum und Stadthalle in Erfurt
- o. J.: Wettbewerbsentwurf für das Rathaus in Mühlhausen